# Thalassometra lusitanica
Thalassometra lusitanica is een haarster uit de familie Thalassometridae.
De wetenschappelijke naam van de soort werd in 1884 gepubliceerd door Philip Herbert Carpenter.